# Enicospilus prolixus
Enicospilus prolixus là một loài tò vò trong họ Ichneumonidae.